# Chiesa cattolica in Uruguay

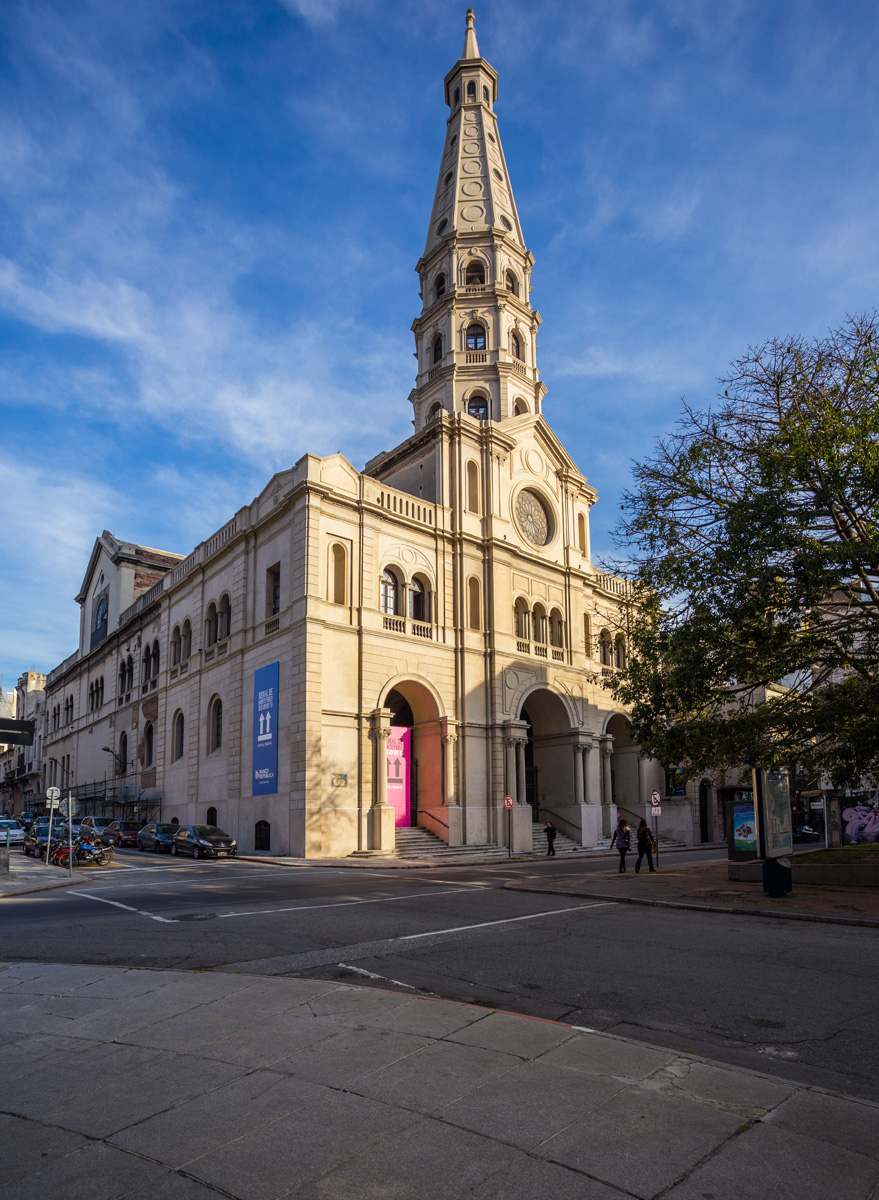
La cattedrale metropolitana di Montevideo.

La Chiesa cattolica in Uruguay è parte della Chiesa cattolica mondiale, in comunione con il vescovo di Roma, il Papa.

## Storia
L'evangelizzazione dell'Uruguay iniziò nel 1624 grazie alla colonizzazione da parte degli spagnoli. Montevideo divenne diocesi nel 1878 dopo essere stata per ben 48 anni Vicariato. Nel 1830 la Costituzione del paese proclamò il cattolicesimo come religione di Stato mentre nel 1917 si sancì la separazione tra Stato e Chiesa.
I missionari hanno evangelizzato gli indigeni inserendoli nel lavoro agricolo, portando l'istituzione del matrimonio e creando comunità.

## Organizzazione ecclesiastica
I battezzati sono circa 2,5 milioni, pari all'83% della popolazione complessiva della nazione.
La Chiesa uruguaiana è presente sul territorio con 1 sede metropolitana e 8 diocesi suffraganee:
- Arcidiocesi di Montevideo
  - Diocesi di Canelones
  - Diocesi di Florida
  - Diocesi di Maldonado-Punta del Este-Minas
  - Diocesi di Melo
  - Diocesi di Mercedes
  - Diocesi di Salto
  - Diocesi di San José de Mayo
  - Diocesi di Tacuarembó

Attualmente una circoscrizione ecclesiastica è retta da un cardinale: l'arcidiocesi di Montevideo, retta dal cardinale Daniel Fernando Sturla Berhouet.

## Nunziatura apostolica
La nunziatura apostolica in Uruguay fu istituita il 10 novembre 1939 con il breve Ob animorum curam di papa Pio XII.

### Delegati apostolici
- Vincenzo Massoni (26 settembre 1856 - 3 giugno 1857 deceduto)
- Marino Marini (14 agosto 1857 - 27 marzo 1865 nominato arcivescovo, titolo personale, di Orvieto)
- Angelo Di Pietro (28 dicembre 1877 - 30 settembre 1879 nominato internunzio apostolico in Brasile)
- Luigi Matera (30 marzo 1882 - 14 ottobre 1884 espulso)
- interruzione delle relazioni diplomatiche (1884 - 1900)

### Nunzi apostolici
- Albert Levame † (12 novembre 1939 - 1948 dimesso)
- Alfredo Pacini † (23 aprile 1949 - 4 febbraio 1960 nominato nunzio apostolico in Svizzera)
- Raffaele Forni † (27 febbraio 1960 - 23 ottobre 1965 dimesso)
- Alfredo Bruniera † (23 ottobre 1965 - 23 aprile 1969 nominato nunzio apostolico in Libano)
- Augustin-Joseph Antoine Sépinski, O.F.M. † (5 maggio 1969 - 29 luglio 1975 ritirato)
- Luigi Bellotti † (2 settembre 1975 - 27 ottobre 1981 nominato pro-nunzio apostolico in Finlandia e Islanda e delegato apostolico in Scandinavia)
- Franco Brambilla † (21 novembre 1981 - 22 febbraio 1986 nominato pro-nunzio apostolico in Australia)
- Andrea Cordero Lanza di Montezemolo † (1º aprile 1986 - 28 aprile 1990 nominato delegato apostolico in Gerusalemme e Palestina)
- Francesco De Nittis † (25 giugno 1990 - 11 novembre 1999 ritirato)
- Janusz Bolonek † (11 novembre 1999 - 24 maggio 2008 nominato nunzio apostolico in Bulgaria)
- Anselmo Guido Pecorari (24 maggio 2008 - 25 aprile 2014 nominato nunzio apostolico in Bulgaria)
- George Panikulam (14 giugno 2014 - ottobre 2017 ritirato)
- Martin Krebs (16 giugno 2018 - 3 marzo 2021 nominato nunzio apostolico in Svizzera e Liechtenstein)
- Luciano Russo (18 dicembre 2021 - 10 settembre 2022 nominato segretario per le rappresentanze pontificie)
- Gianfranco Gallone, dal 3 gennaio 2023

## Conferenza episcopale
La Conferenza è uno dei membri del Consiglio episcopale latinoamericano (CELAM).
Elenco dei Presidenti della Conferenza episcopale uruguaiana:
- Cardinale Antonio María Barbieri, O.F.M. Cap. (1958 - 1966)
- Vescovo Alfredo Viola (1966 - 1967)
- Arcivescovo Carlos Parteli Keller (1968 - 1972)
- Vescovo Luis Baccino (1972 - 1975)
- Vescovo Humberto Tonna Zanotta (1975 - 1979)
- Vescovo José Gottardi Cristelli, S.D.B. (1979 - 1982)
- Arcivescovo Carlos Parteli Keller (1982 - 1985)
- Arcivescovo José Gottardi Cristelli, S.D.B. (1985 - 1988)
- Vescovo Orestes Santiago Nuti Sanguinetti, S.D.B. (1988 - 1991)
- Vescovo Raúl Horacio Scarrone Carrero (1991 - 1994)
- Vescovo Orlando Romero Cabrera (1994 - 1997)
- Vescovo Raúl Horacio Scarrone Carrero (1997 - 2000)
- Vescovo Carlos María Collazzi Irazábal, S.D.B. (2000 - 2004)
- Vescovo Pablo Jaime Galimberti di Vietri (luglio 2004 - aprile 2007)
- Vescovo Carlos María Collazzi Irazábal, S.D.B. (aprile 2007 - gennaio 2013)
- Vescovo Rodolfo Pedro Wirz Kraemer (gennaio 2013 - 1º aprile 2016)
- Vescovo Carlos María Collazzi Irazábal, S.D.B. (1º aprile 2016 - 1º aprile 2019)
- Vescovo Arturo Eduardo Fajardo Bustamante (1º aprile 2019 - 4 aprile 2025)
- Vescovo Milton Luis Tróccoli Cebedio, dal 4 aprile 2025

Elenco dei Vicepresidenti della Conferenza episcopale uruguaiana:
- Vescovo Pablo Jaime Galimberti di Vietri (1998 - 2000)

...
- Vescovo Raúl Horacio Scarrone Carrero (2003 - 2009)
- Vescovo Rodolfo Pedro Wirz Kraemer (2010 - 2012)
- Vescovo Arturo Eduardo Fajardo Bustamante (1º aprile 2013 - 1º aprile 2019)
- Vescovo Carlos María Collazzi Irazábal (1º aprile 2019 - 1º aprile 2022)
- Cardinale Daniel Fernando Sturla Berhouet, S.D.B., dal 1º aprile 2022

Elenco dei Segretario generale della Conferenza episcopale uruguaiana:
- Vescovo Pablo Jaime Galimberti di Vietri (2000 - 2003)
- Vescovo Luis Serapio del Castillo Estrada, S.I. (2003 - 2006)

...
- Vescovo Luis Serapio del Castillo Estrada, S.I. (2007 - 2009)
- Vescovo Arturo Eduardo Fajardo Bustamante (2009 - 1º aprile 2019)
- Vescovo Heriberto Andrés Bodeant Fernández (gennaio 2013 - 1º aprile 2016)
- Vescovo Milton Luis Tróccoli Cebedio, S.D.B. (1º aprile 2016 - 1º aprile 2022)
- Vescovo Heriberto Andrés Bodeant Fernández, dal 1º aprile 2022